# Patryk Sokołowski
Patryk Sokołowski (Varsovia, 25 de septiembre de 1994) es un futbolista polaco que juega de centrocampista en el Śląsk Wrocław de la I Liga de Polonia.

## Carrera
Nacido en Varsovia, Patryk Sokołowski se unió a las categorías inferiores del Legia de Varsovia en el año 2000, pasando un total de trece años en la cantera del club varsoviano antes de saltar al fútbol profesional en la temporada 2013/14, cuando ficha por el Olimpia Elbląg de la II Liga. Tras una breve estadía en el Znicz Pruszków, Sokołowski regresó nuevamente al club de Varmia y Masuria en 2016, registrando un total de 31 partidos disputados y un gol anotado. Al año siguiente firma con el Wigry Suwałki, debutando en la segunda división polaca. Su buen rendimiento en el club llamó la atención del Piast Gliwice, equipo de la Ekstraklasa, que se hizo con los servicios del jugador en la temporada 2018/19. Ese mismo año el club silesio se proclamó campeón de liga por primera vez en su historia. El 6 de enero de 2022, después de finalizar su contrato y no renovar con el Piast, el centrocampista polaco se incorporó al Legia durante la ventana de transferencias del mercado invernal, firmando hasta diciembre de 2023 con opción de prorrogar el contrato un año más y regresando de nuevo a la capital nueve años después.

## Palmarés

### Títulos nacionales
| Título               | Club              | País    | Año     |
| -------------------- | ----------------- | ------- | ------- |
| Ekstraklasa          | Piast Gliwice     | Polonia | 2018-19 |
| Copa de Polonia      | Legia de Varsovia | Polonia | 2022-23 |
| Supercopa de Polonia | Legia de Varsovia | Polonia | 2023    |